# 캐리 (2013년 영화)
《캐리》(Carrie)는 2013년 공개된 미국의 공포 영화로, 스티븐 킹의 1974년작 동명 소설을 원작으로 한 작품이다. 킴벌리 피어스가 연출하고, 로런스 D. 코언, 로베르토 아기레사카사가 각색하였다. 클로이 그레이스 머레츠가 주인공 캐리 화이트 역, 주디 그리어가 리타 뒤자르댕 역을 연기하였다.

## 출연
- 클로이 그레이스 머레츠 - 캐리 화이트
- 줄리앤 무어 - 마가렛 화이트
- 주디 그리어 - 리타 데자딘|미스 데자딘
- 포샤 더블데이 - 크리스 하건슨
- 앨릭스 러셀 - 빌리 놀런
- 개브리엘라 와일드 - 슈 스넬
- 앤설 엘고트 - 토미 로스
- 배리 샤바카 헨리 - 헨리 모턴 교장 선생
- 조이 벨킨 - 티나 블레이크
- 카리사 스트레인 - 니키 왓슨
- 서맨사 와인스타인 - 헤더
- 디미트리어스 조이엣 - 조지 도슨
- 모나 트러오레이 - 에리카